# 高倉永相
高倉 永相（たかくら ながすけ）は、戦国時代の公卿。初名は永綱（ながつな）。権大納言・高倉永家の三男。官位は正二位・権大納言。

## 生涯
天文7年（1538年）従五位下に叙爵し、翌天文8年（1539年）元服して、昇殿を許されて侍従に任官する。天文9年（1540年）右衛門佐に遷ると、天文17年（1548年）の従四位下叙位後も引き続きこれを務め、天文22年（1553年）正月に右衛門督に昇任された。
同年8月に将軍・足利義藤に付き従い、京から近江に向かったが、三好長慶が「将軍に随伴する者は武家・公家に関わらず、知行を没収する」と通達したため、永相は義藤を見捨てて帰京した。
永禄3年（1560年）、従三位に叙せられて公卿に列し、翌永禄4年（1561年）参議に任ぜられた。
永禄11年（1568年）、武命に違えて摂津国大坂に下向するが、永禄13年（1570年）に京に戻って再び朝廷に出仕する。
元亀4年（1573年）7月、将軍・足利義昭が織田信長に反旗を翻して挙兵するために宇治・槇島城へ遷ると、義昭の命令を受けて、永相は日野輝資らとともに二条御所を守るが、まもなく信長の軍に包囲され降伏した。
天正4年（1577年）、従二位・権中納言に叙任されるが、天正7年（1580年）権中納言を辞任し、天正8年（1581年）正二位に叙せられる。
天正13年（1586年）12月、重病に伏している中で権大納言に任ぜられるが、それから間もない12月23日に薨去。享年55。法名は常清。

## 官歴
『公卿補任』による。
- 天文7年（1538年） 6月7日：従五位下
- 天文8年（1539年） 12月27日：元服、昇殿、侍従
- 天文9年（1540年） 正月6日：従五位上。3月24日：筑前介。8月29日：右衛門佐
- 天文13年（1544年） 3月19日：正五位下
- 天文17年（1548年） 正月5日：従四位下、佐如元
- 天文21年（1552年） 正月5日：従四位上
- 天文22年（1553年） 閏正月9日：右衛門督
- 弘治2年（1556年） 正月6日：正四位下
- 永禄3年（1560年） 2月6日：従三位、督如元
- 永禄4年（1561年） 2月1日：参議、去督
- 永禄10年（1567年） 正月5日：正三位
- 天正4年（1577年） 12月16日：従二位。12月24日：権中納言
- 天正5年（1578年） 12月28日：奏慶
- 天正6年（1579年） 11月23日：喪父
- 天正7年（1580年） 11月17日：辞権中納言
- 天正8年（1581年） 正月5日：正二位
- 天正13年（1586年） 12月21日：権大納言。12月23日：薨去

## 系譜
『系図纂要』による。
- 父：高倉永家
- 母：伊勢貞陸の娘[1]
- 妻：仏光寺法印の娘
  - 男子：高倉永孝（1560-1607）
  - 男子：貞増
  - 男子：光沢
  - 男子：亮賢
  - 女子：正親町天皇勾当内侍
  - 女子：後陽成天皇勾当内侍
  - 女子：水無瀬氏成室
  - 女子：